# Hôtel de Brancas (Avignon)
Pour les articles homonymes, voir Hôtel de Brancas (homonymie).
LHôtel de Brancas, ou hôtel de Rochefort-Brancas, est un bâtiment situé à Avignon, dans le département de Vaucluse.

## Histoire
Louis Hautecœur attribue la construction de l'hôtel de Brancas situé à l'angle de la rue Félix-Gras et de la rue de la petite-calade à Jean-Baptiste Franque. Jean-Baptiste Franque est intervenu sur l'hôtel de l'Espine pour André-Joseph-Louis de Brancas, comte de Rochefort, gouverneur de Beaucaire en 1709. Joseph Girard donne pour cet hôtel les dates : 1678-1786.

## Protection
L'hôtel est inscrit au titre des monuments historiques le 4 octobre 1932.